# 縁城寺
縁城寺（えんじょうじ）は、京都府京丹後市峰山町橋木にある真言宗の仏教寺院である。丹後地方の真言宗寺院のなかでは屈指の規模と由緒をもち、「橋木の観音さん」と親しまれる。国の重要文化財に指定されている本尊の千手観音菩薩をはじめ、多くの文化財を有する。

## 歴史

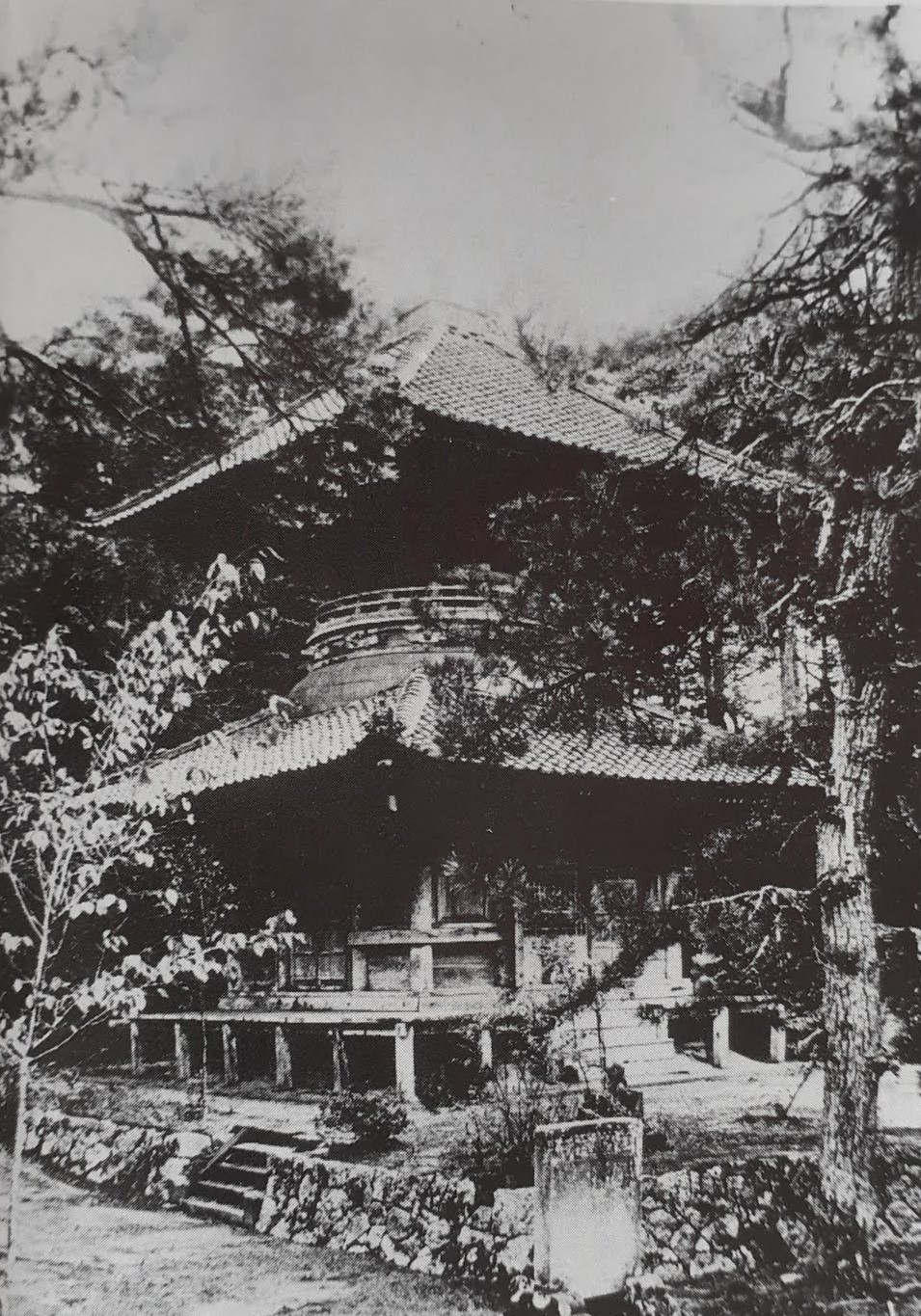
かつて存在した多宝塔

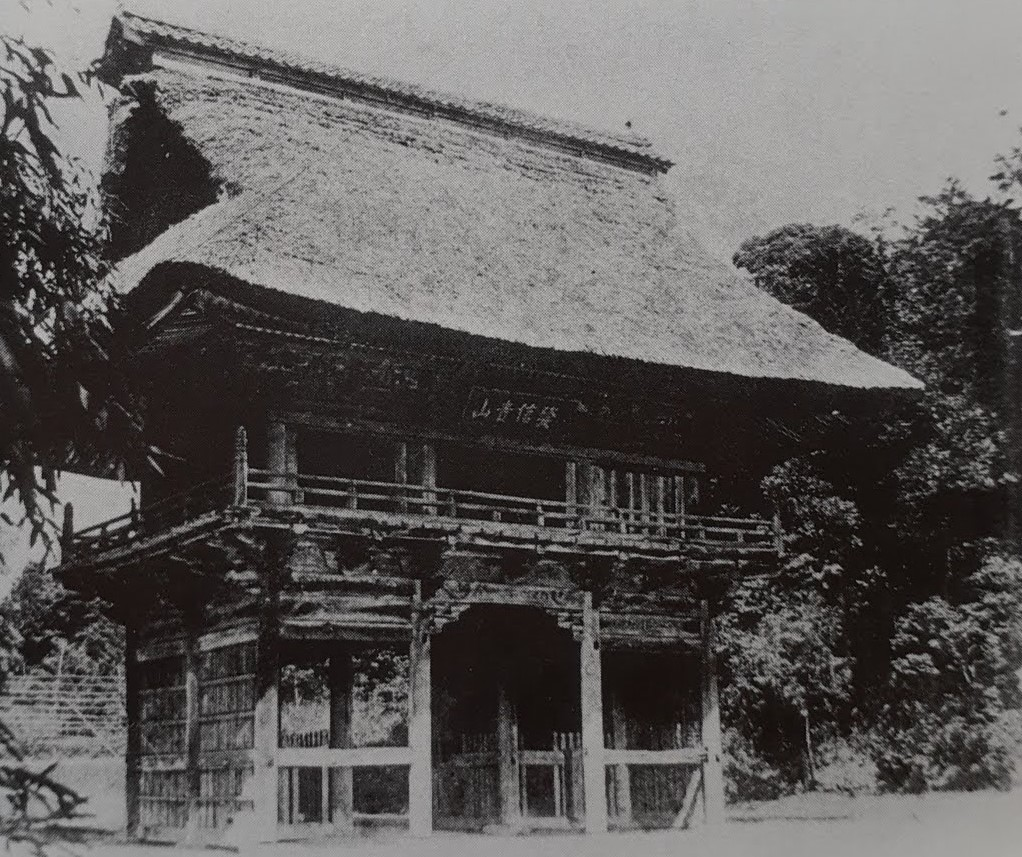
かつての山門

文献により多少の差異があるが、総じて717年（養老元年）にインドの高僧・善無畏三蔵の開基とされる。善無畏はインドの王族の血筋であり、王位を捨てて出家し、80歳で中国に渡ると、大日経等密教経典を多く翻訳したことで知られる。善無畏はこの地でお堂を作って尊像を納め、由来を記した衣を結び付けて、いずれ再訪して寺院を建立することを誓った。この衣を『天衣記』という。
日本では真言宗伝持の8祖の1人に数えられ、全国に善無畏が開創したとされる寺院があるが、来日したかどうかは定かではない。室町時代に執筆されたとみられる『縁城寺縁起』では、善無畏は717年（養老元年）に丹後に来た後に筑前国若椙で没したと伝える。この若椙は若杉山のことと想定され、その地でも寺院を開創したという。
『縁城寺縁起』によれば、縁城寺は、善無畏が梵天・帝釈天の化身と自称する童子から授かった観音像を安置したのが寺の始まりで、771年（宝亀2年）に丹波郡の猟師が光り物を獲物とみて射抜いたところ、これが千手観音像に当たり、翌朝みると血を流していた。猟師が懺悔のために剃髪して一堂を建立して像を安置したのが千手院縁城寺であるとする。出家後は成覚（じょうかく）と名を改めた猟師の霊験を耳にした第49代光仁天皇が「千手院」と名付け、その後の795年（延暦14年）に第50代桓武天皇が「縁城寺」の勅額を与えた。縁城寺の名の由来は、この寺の地形が、北東西の三方が高く、南が低いところが平安京に似ているためであったという。上人・成覚は、その後、観音の宝殿に入ったまま姿を消し、人々は善無畏の後身であったのではと噂し、護法薩善神と崇め祀った。
弘仁年間（810～823年）、諸国を巡錫していた空海（弘法大師）は、縁城寺に『天衣記』があると知って立ち寄り、一読して信仰を深めたことにより、縁城寺を「発信貴山」と呼んで山号の額を掲げ、浄菩提心の像を描き、仏像を刻んで残したと伝える。そこで縁城寺では弘法大師を中興開山とした。別説によれば、平安京に似ているからとして「縁城寺」と名付けたのは空海からこの寺の地形を聞いた第52代嵯峨天皇であるともいう。
その後、落雷などにより一時衰微した。衰えの原因は、天暦年間（947～956年）に『天衣記』を求めた第62代村上天皇の使いを無視したことから、雷が宝殿に落ちて鶏と化して『天衣記』を奪い、垣枝村（鳥取県）へ飛び去ってしまったためだという。988年（永延2年）に寺僧・寛印の願いを受けた一条天皇が勅願所として堂塔を建立し、再興したと伝えている。
これらの縁起は後世の創作によると思われるが、本尊である千手観音立像（国の重要文化財）が11世紀ごろの作であることから、すくなくとも平安時代後期には丹後地方の観音霊場として崇敬を集めたとみられ、度々の火災により21世紀には規模を縮小しているものの、一条天皇の世には25坊を構えた大寺であり、丹後地方の真言宗寺院では屈指の名刹である。1672年（寛文12年）の絵図には、大門口から本堂までの長い参道の両側に多くの塔頭が立ち並ぶ大寺院の様子が描かれている。
江戸時代には藩主である京極家の庇護のもと、地域の真言宗寺院の中核として勢力を維持した。当時の境内図によれば、多くの塔頭が描かれているのが確認でき、寛文・延宝・正徳・享保・宝暦・天保・弘化などの棟札が現存する。しかし、1927年（昭和2年）の北丹後地震で大きな被害を受け、勅使門、仁王門、庫裡が全壊。さらには1963年（昭和38年）のいわゆるサンパチ豪雪により多宝塔上層部が倒壊するなど、度々災害に見舞われた。
一方で、本尊をはじめ多くの歴史ある文化財が、保存状態良く伝え残されている。天保年間に本堂が全焼した折には、近くで農作業をしていた男達が火災に気づいて駆けつけ、自らの褌で本尊を襷がけに背負って山を越えたため、本堂が全焼しながら本尊は難を逃れたといい、寺から送られた感謝状が残されている。

### 沿革

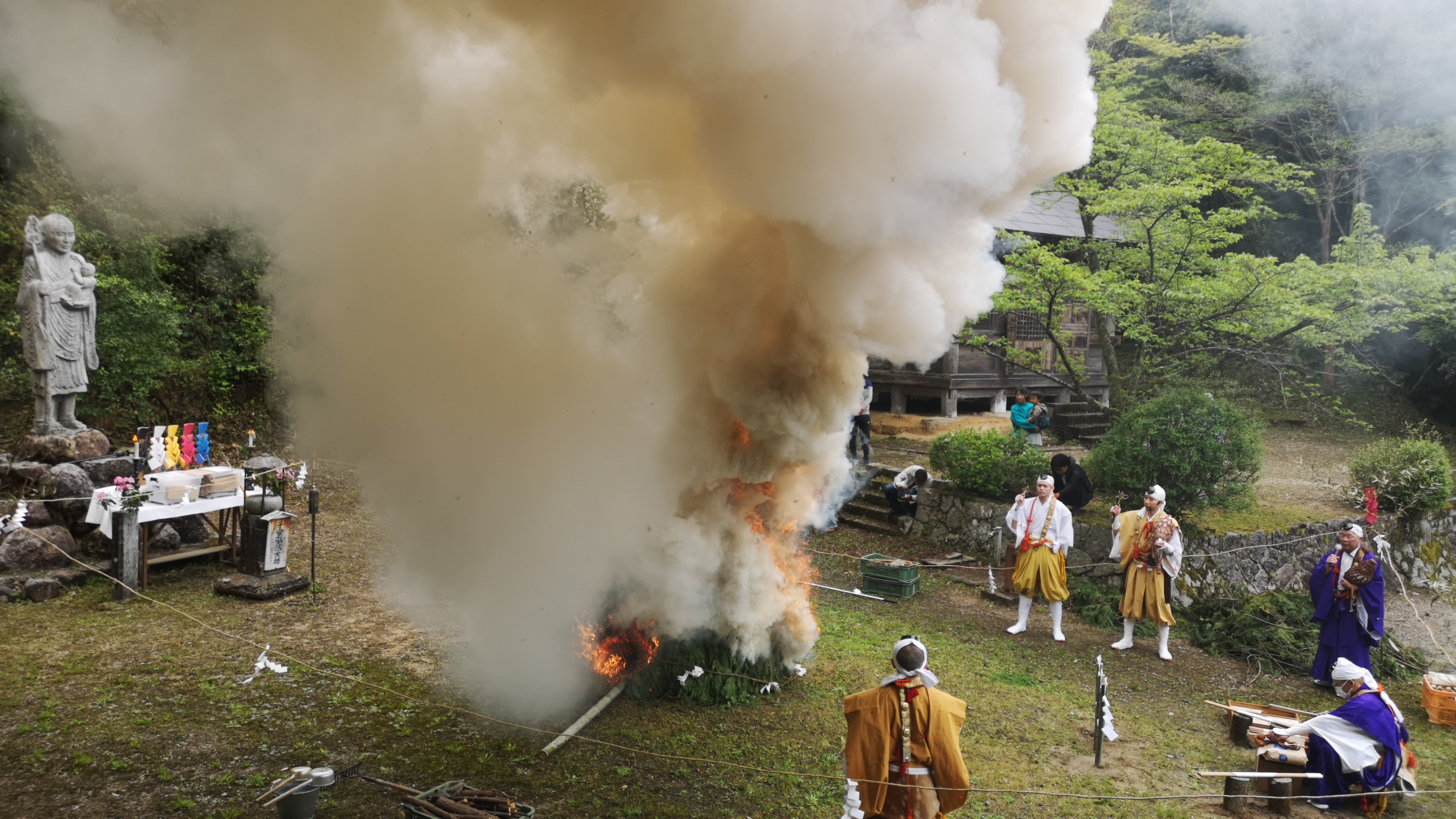
柴燈護摩の焚き上げ（2023年4月）

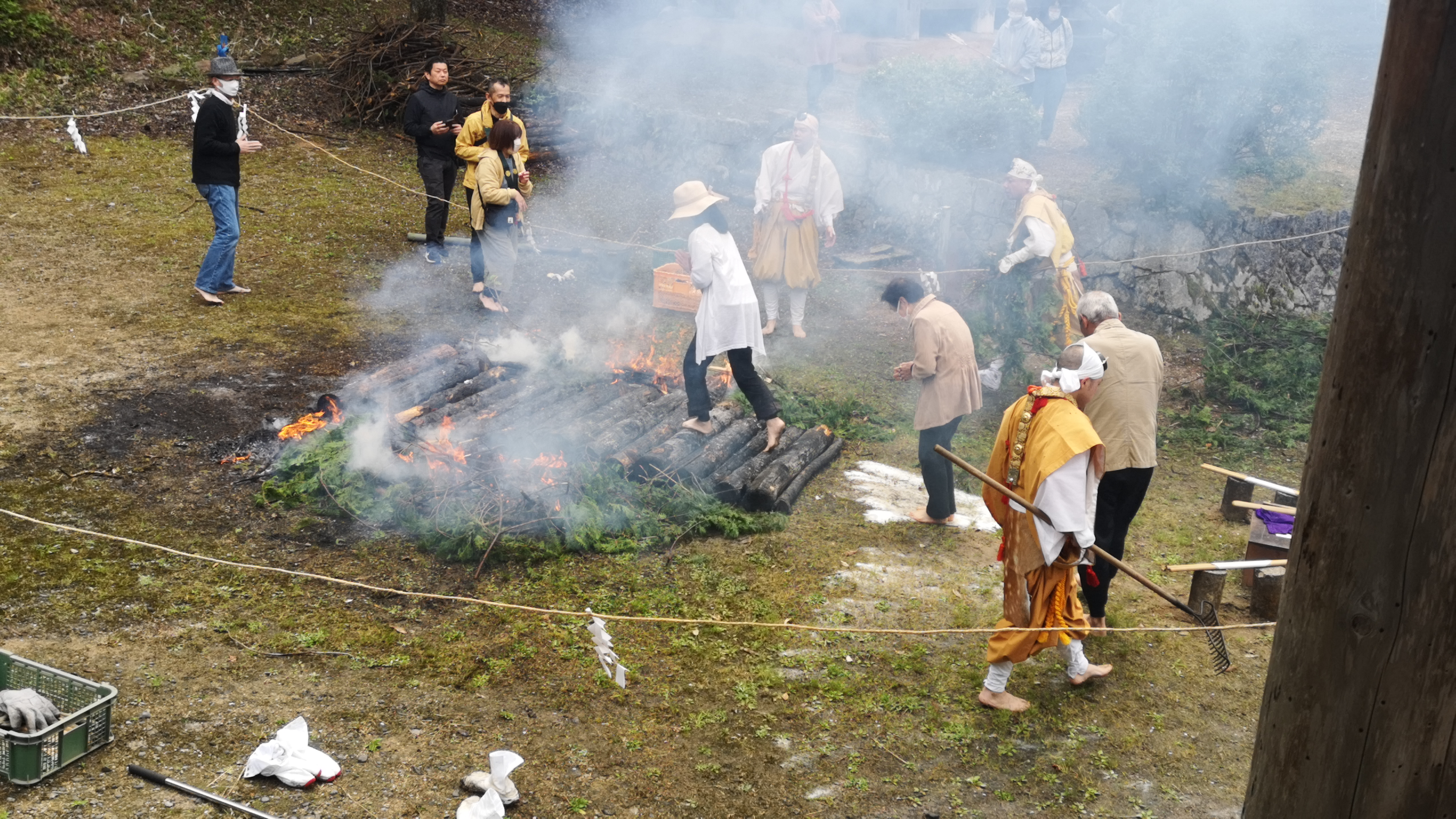
縁城寺柴燈護摩 火渡り（2023年4月）

- 988年（永延2年）一条天皇の勅願寺なり、堂塔を建立[14]。
- 1374年（応安7年）火災で焼失する。
- 1378年（永和4年）金堂を柱立
- 1396年（応永3年）復興事業のために土地が寄進される。
- 1426年（応永33年）鎮守建立
- 1430年（永享2年）金堂供養
- 1440年（永享12年）寄進を受ける。
- 1488年（長享2年）梵鐘を鋳造
- 1493年（明応2年）宮殿建立
- 1511年（永正8年）下坊建立

## 境内
国の重要文化財である宝篋印塔をはじめ、多宝塔の初層が残る。多宝塔は、麻呂子親王の鬼退治の折に、その成功を祈願して七大寺を建立して七仏薬師を祀ったとされる伝説の1寺・竹野郡の願興寺にあったもので、隠岐島から運ばれた木材で建立されたと伝えられる。願興寺が衰退した折に手水鉢とともに縁城寺に移されたが、1374年（応安7年）の火災で焼失後、再建されたものである。往時の盛大な寺の勢力を物語る遺構のひとつである。
縁城寺の「シイ林」は京都の自然200選に選定されている。縁城寺近くの休耕田では檀家がハスを栽培している。

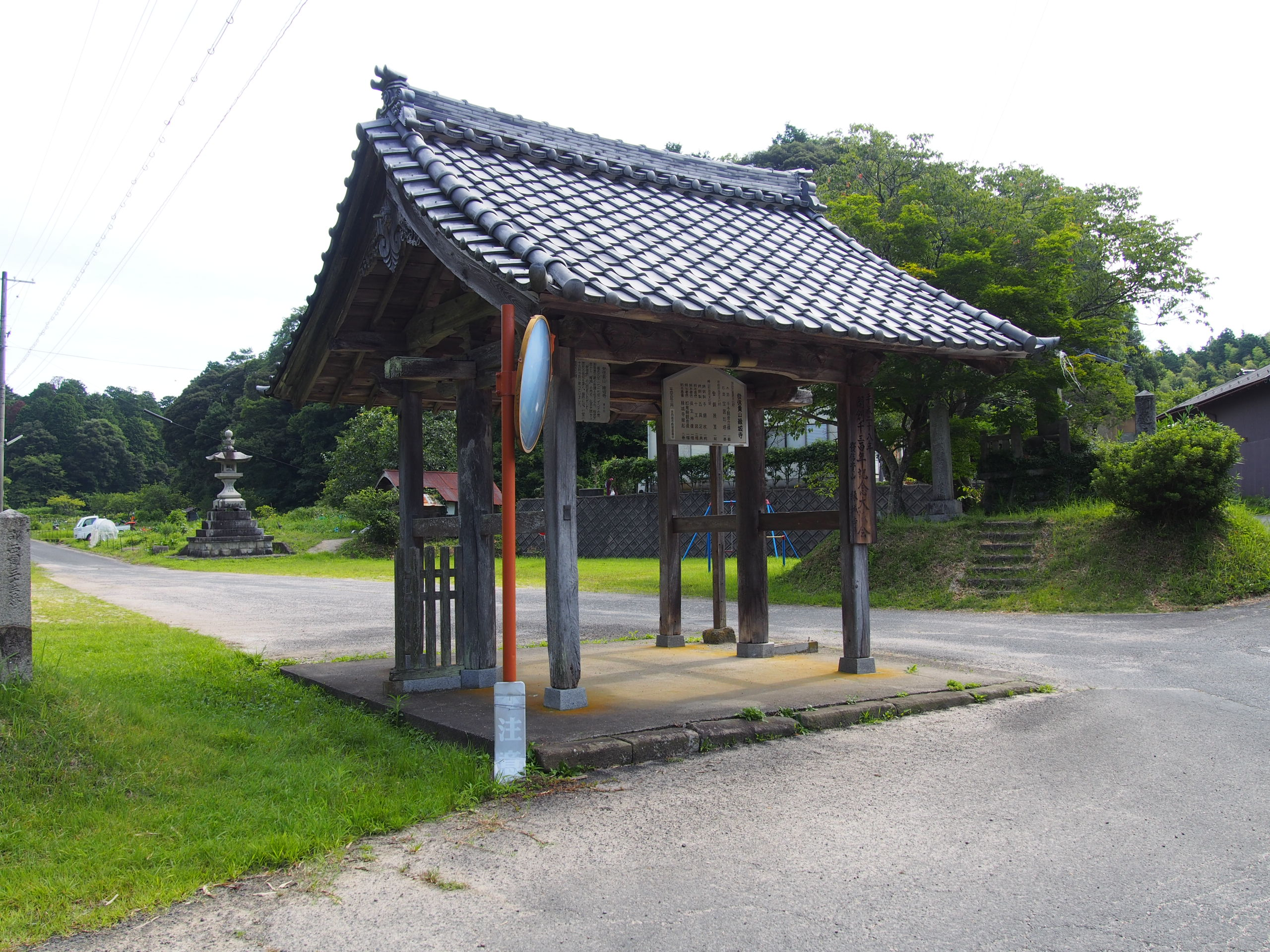
勅使門
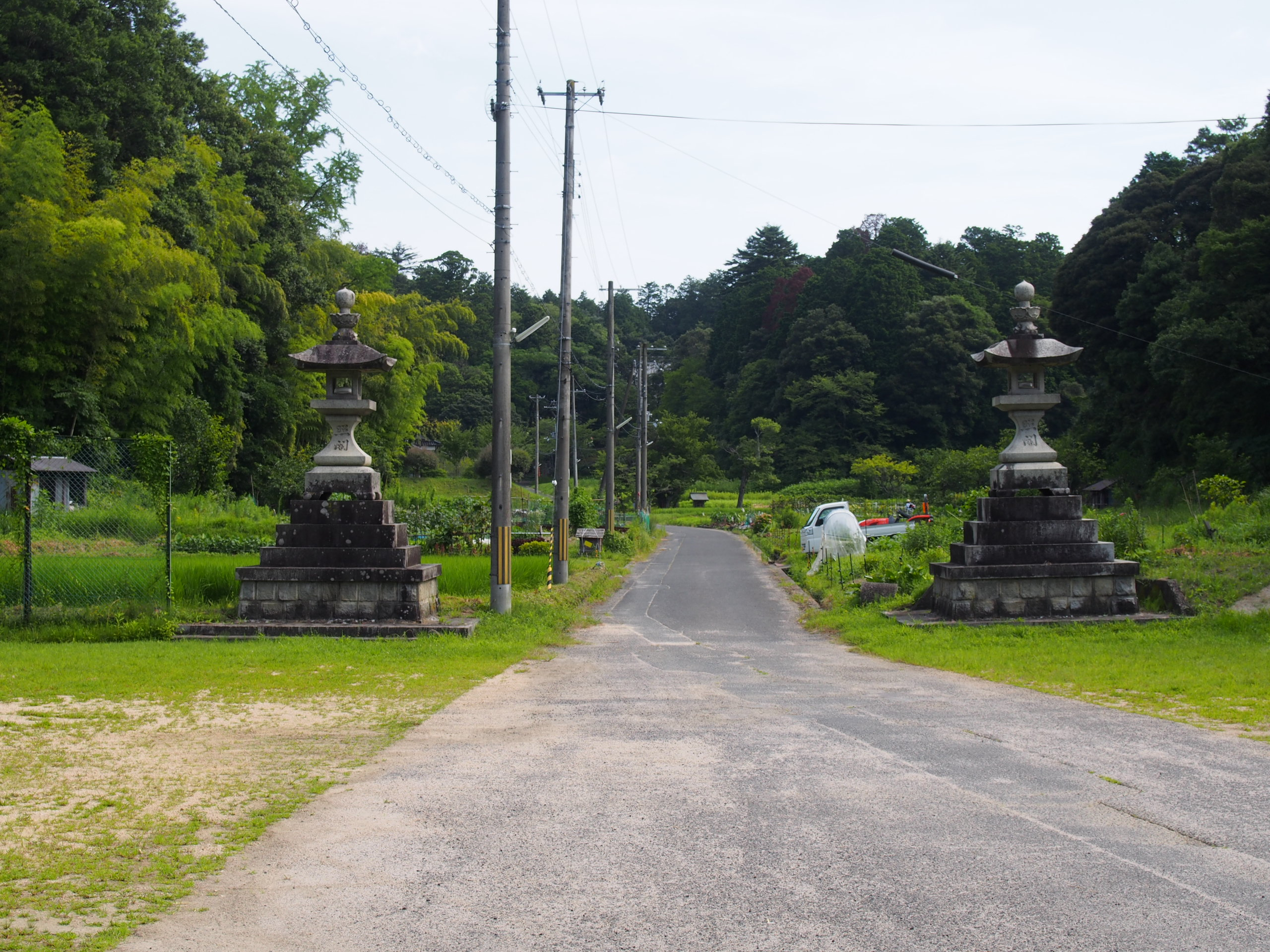
参道
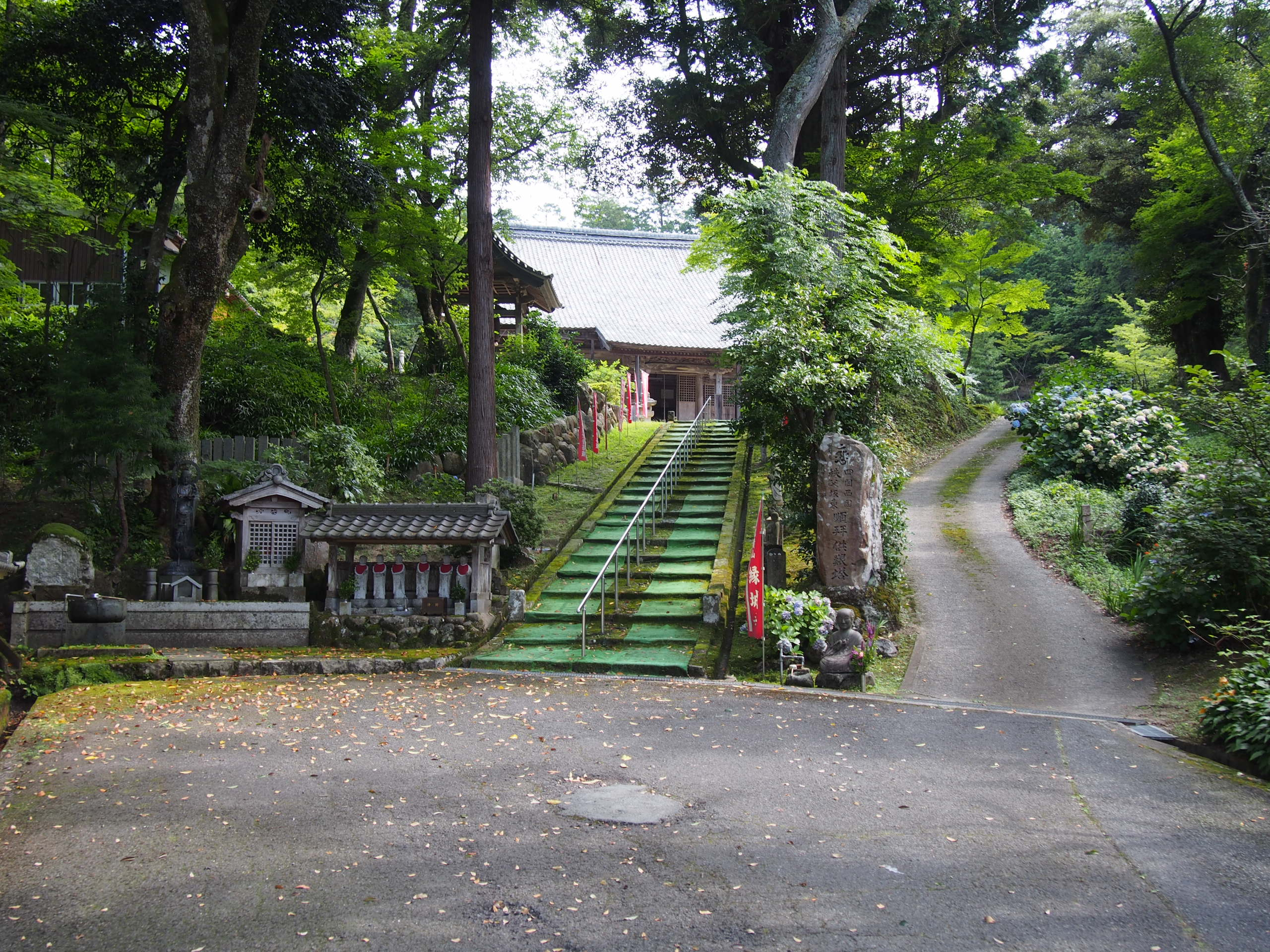
参道（本堂下より）
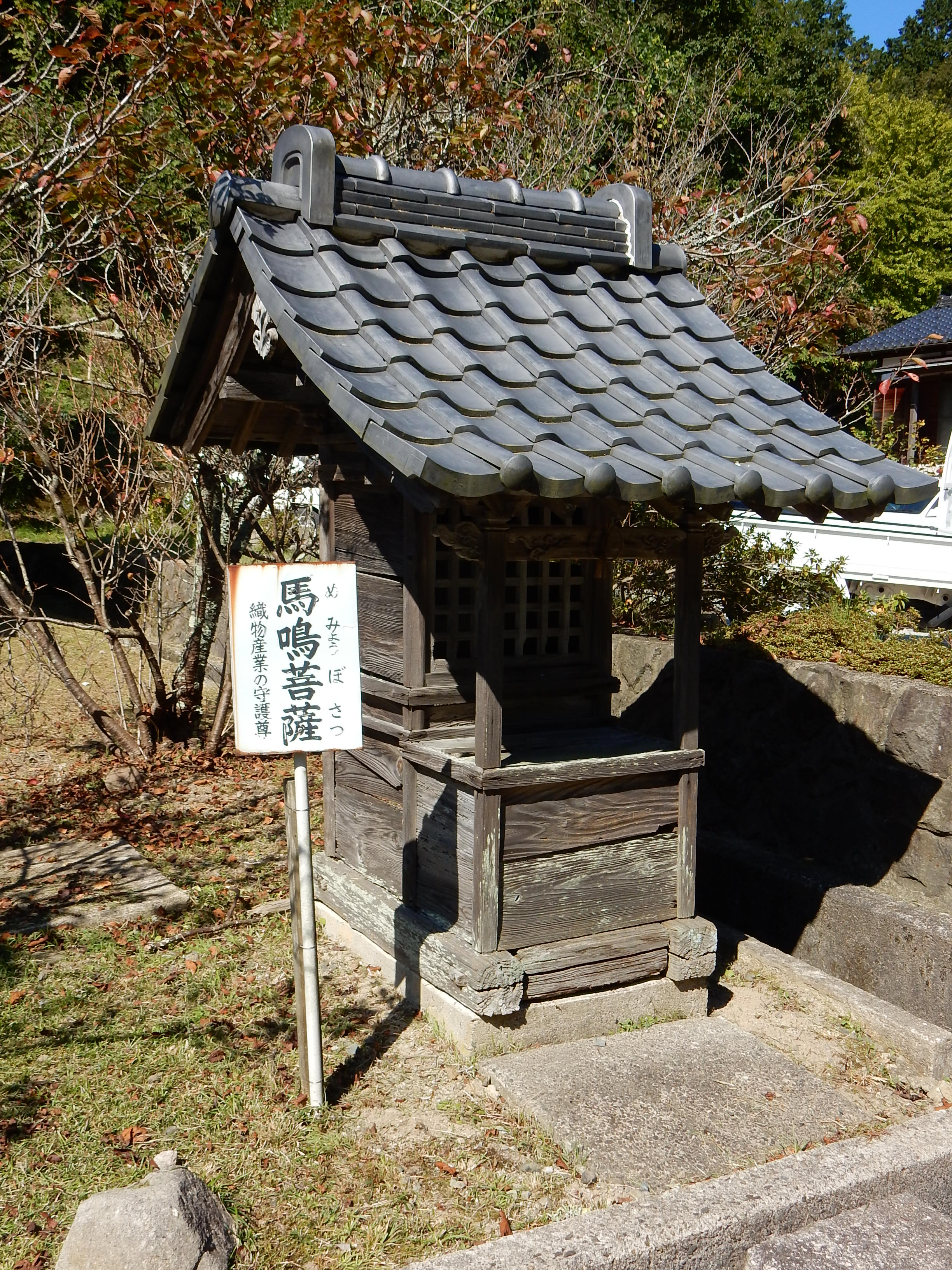
馬鳴菩薩を祀る小祠。養蚕神として祀られている。
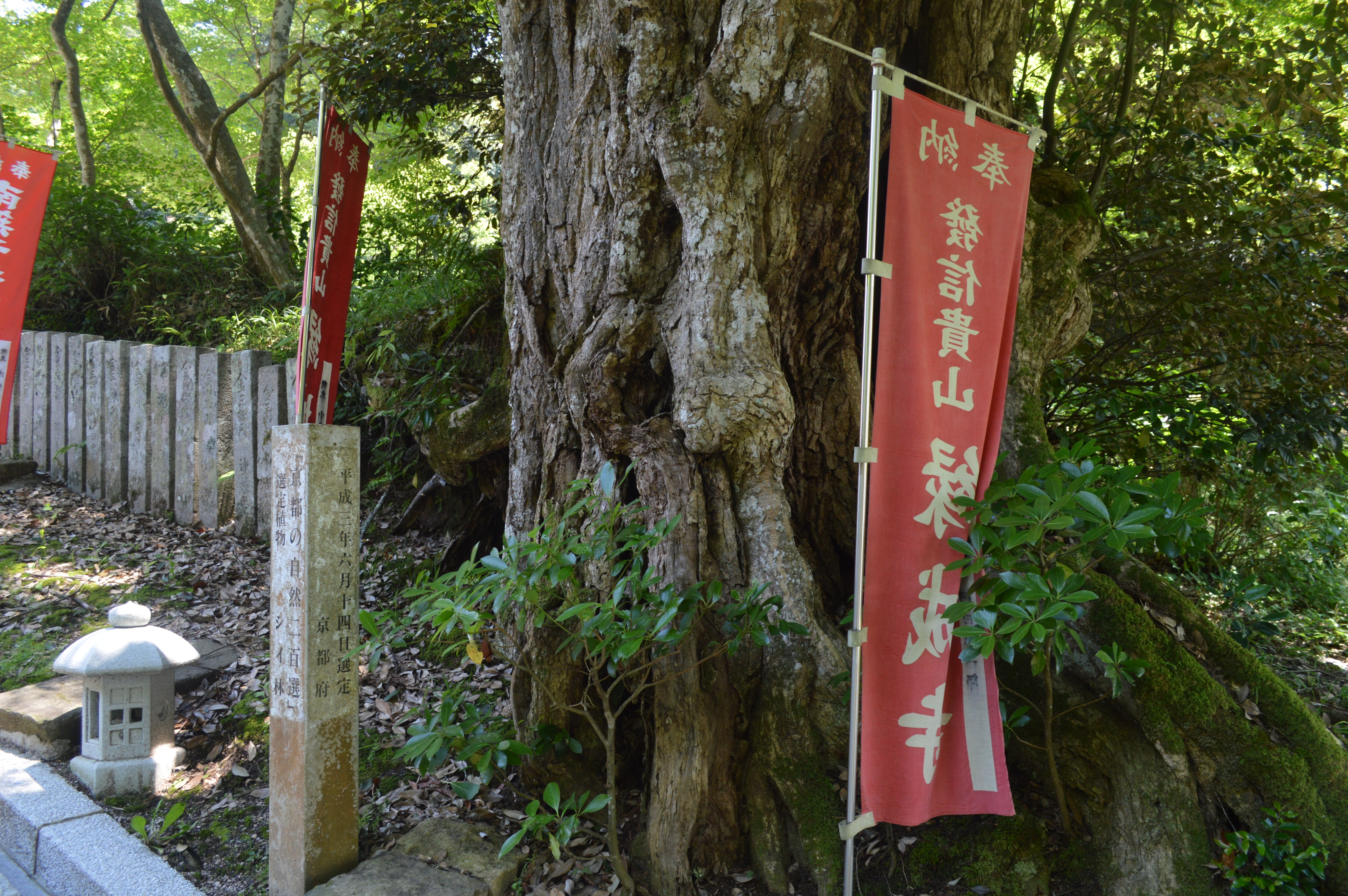
シイ林
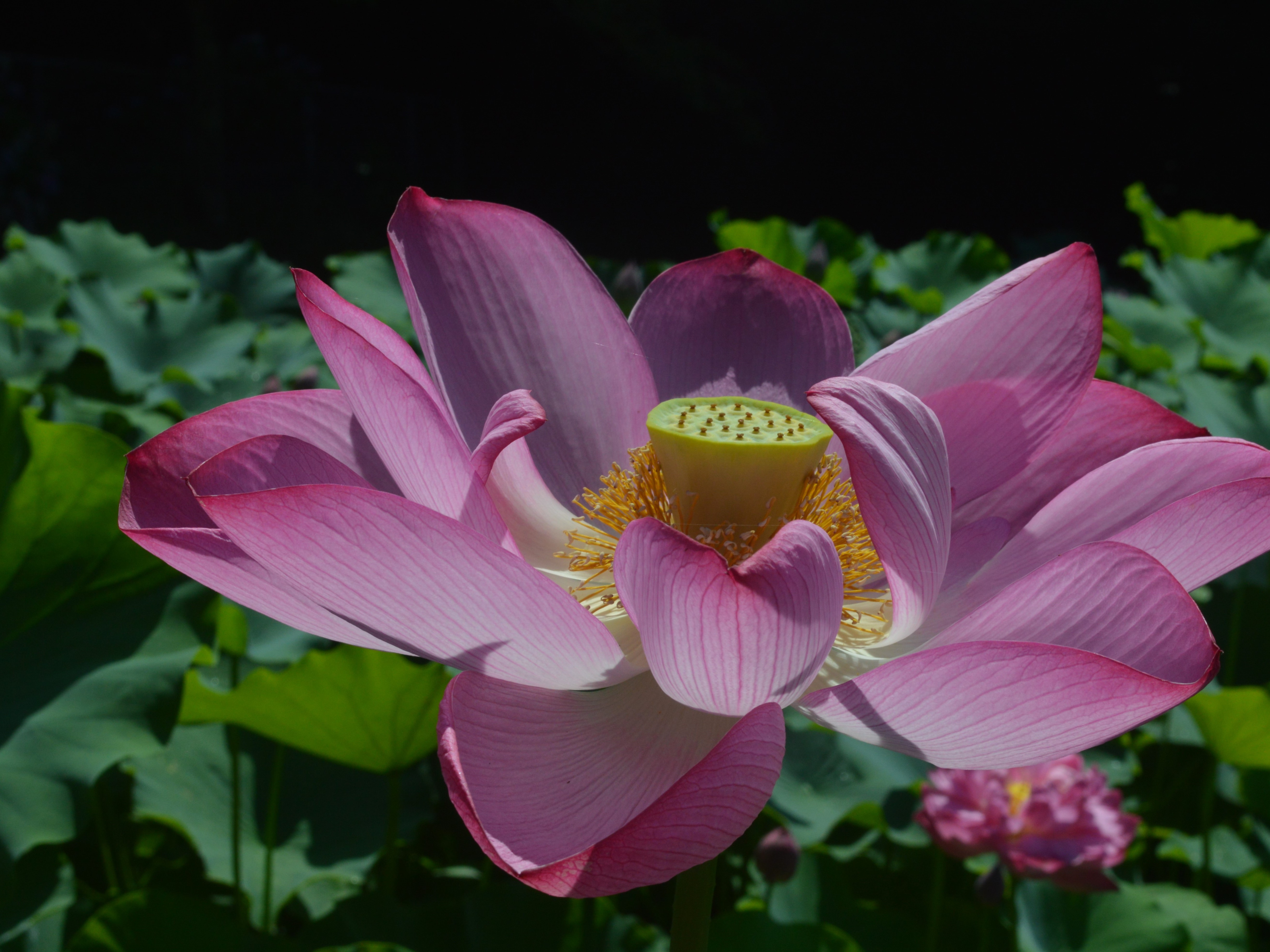
休耕田に咲くハス

## 文化財

### 重要文化財

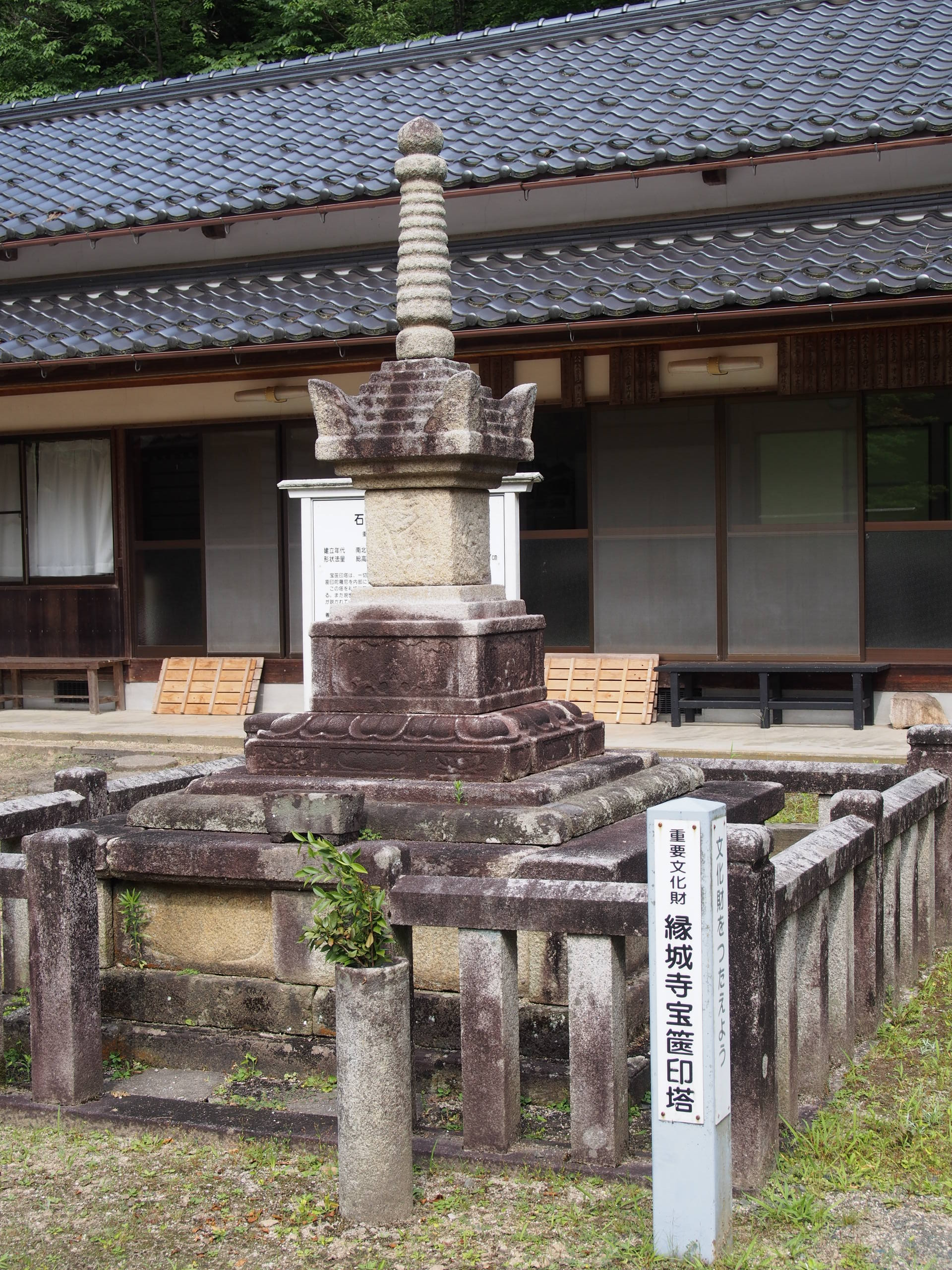
宝篋印塔（国の重要文化財）

木造千手観音立像
一木造りで、眼尻を上げた伏し目がちの目や、厚い唇の表情には平安時代前期の作風を残すものの、低い衣文の彫りなどから製作年代は10世紀後半の平安後期の作品と推定される。縁城寺が一条天皇の勅願寺となった988年（永延2年）頃に造られたものと思われる。寸法は4尺2寸（152.4センチメートル）。由来は、鎌倉時代、網野庄の地頭であった後藤兵衛実基が源頼朝から下賜され、縁城寺の千寿院に納めたものと伝わるが、専門の仏師の作ではなく地域住民の手による優れた像とみられる。20世紀には秘仏とされて33年に1度しか拝観できない。無垢の素木像で彩色されておらず、胸の前で合掌した手や腹の前の宝鉢手は本体と共木で掘り出されているが、両脇手、持ち物、両足先、光背、台座は後補による。
宝篋印塔
「正平六年仏子行秀」の刻銘がある、開基・善無畏の供養のために建立された高さ3.4メートルの石塔である（正平6年は1351年）。正平は南朝の年号であるが、丹後地方は一色氏の領土であったことから北朝の年号（南朝の正平6年は北朝の観応2年にあたる）が用いられるのが一般的で、特異なこととされる。塔が建てられた1351年当時は足利義詮が南朝に下り、山名時氏も南朝に味方して丹後国を占領していた時代であるため、南朝の年号を用いたとみられる。下方に切石積の大きな基壇を設け、さらにその上に蛤座、框座、格狭間と反花座つきの框座という3段の基壇をのせた大がかりなもので、塔身に刻まれた四方仏の種子を安ずる月輪の下に蓮華座を設けたり、相輪の請花や宝珠の形に工芸作品のような繊細さをもつ。

### 府指定文化財
金銅装笈
室町時代の金銅装の笈（修験者などが仏具や経典を背負うための箱）で、漆塗りの木製の箱に4脚を附した形状で、正面全面に仏像、鳥、動物、草木などの文様を蹴彫りした金銅板を貼ったもの。彫られた文様は精緻な図案表現で室町時代後期の特徴がみられ、京都府ではひじょうに珍しく保存状態のよい笈であり貴重とされる。内部は5段構造となっており、最も重要な3段目に茄子形の帖木で固定した観音扉を付けて中に仏像を安置した。寸法は、総高77.2センチメートル、幅56.2センチメートル、奥行27.2センチメートル。

### 市指定文化財

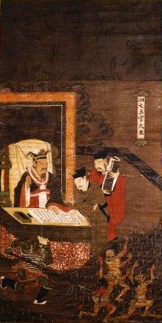
絹本著色十王図のうち五官大王像（市指定文化財/国の重要美術品）

縁城寺縁起
「紙本墨書縁城寺縁起」の名称で京丹後市指定文化財に指定される。室町時代後期の真名本と、真名本をそのまま仮名書きした仮名本の両巻が残り、いずれにも奥書はないものの同一筆者の手によるものと思われる。縁城寺の本尊にまつわる観音信仰を伝えた縁起である。1440年（永享12年）の「康政畠寄進状写」に『縁城寺縁起』に伝えられる内容がほぼ含まれていること、1426年（応永33年）に建立された鎮守3社についての記述があることから、1426年（応永33年）から1440年（永享12年）の間に成立したものと考えられている。
鋳銅五具足
仏前に供する供養具で、香炉1、燭台2と花瓶2の各一対をあわせて五具足と称する。銘文によると寄進時期は異なるが、制作年代は同年と思われる。
手錫杖
長さ50センチメートルの手錫杖で、室町時代の作。
絹本著色倶生神像
縦74.2センチメートル、横37.8センチメートルの絵画である。南北朝時代に描かれたものと推定される。倶生神の彫像は例が多いが、絵像は珍しいという。
絹本著色十王図
縦75センチメートル、横55センチメートルの絵画である。揃物の十王図のうちの「宋帝大王」と「五官大王」の2幅が現存し、それぞれに「慶元府車橋石板巷陸信忠筆」の款記がみえる。陸信忠は、宋の時代の初期に活躍した寧波の画工で、十王図や羅漢図を多数残し、日本に輸入されたものも多い。十王図は、図柄や大きさに統一性があることから、陸信忠一派の工房で製作されたと推測され、縁城寺の2幅は1941年（昭和16年）に国の重要美術品に認定された。

### 府暫定登録文化財
京丹後市指定文化財となっている絵画「絹本著色十王図　宋帝大王像　陸信忠筆」「絹本著色十王図　五官大王像　陸信忠筆」「絹本著色倶生神像」3点とともに、下記の2項目6点が2018年（平成30年）時点で京都府の暫定登録文化財に登録されている。
縁城寺伽藍 5棟
本堂、鐘楼、多宝塔、庫裡門、総門の5棟が登録されている。寺伝によると、本堂は貞享2年や天保14年の火災を経ながら1848年（嘉永元年）に完成した。前面1間に虹梁三斗を掛けた外陣に対し、内陣は3方に入側を巡らせ、中央に須弥壇を設け厨子を安置する。山門は江戸時代中期の建立とみられるもので、境内の入口にある。多宝塔は上層が失われているが、残る下層の規模は大きく、木割の太い木材が用いられている。
絹本著色如意輪観音像
縦84.3センチメートル、横38.8センチメートルの絵画である。画風から南北朝時代の作と推定される。

### その他
阿弥陀如来坐像
11世紀から12世紀の作とみられ、縁城寺財産目録によれば「西明院本尊」と記載される。平安時代後期の典型的な定朝様の特色をもつ漆塗りの木像である。高さ45.3センチメートル。庫裡位牌堂の本尊として安置する。
如来形坐像
12世紀の作とみられる木像で、縁城寺財産目録によれば「新宮城山本尊」と記載される。高さ52.4センチメートル。結跏趺坐する如来像だが、右腕の肘から先と左手先を失っているため、尊名は判別できない。かつては宝物殿に安置されていたという。
縁城寺年代記
一説によれば、丹後町宇川の吉野山上山寺が所蔵した年代記を、1853年（嘉永11年）11月に西明院の僧・朝暉が臨写し、世代住職が補筆したものであるとする。神武天皇以来の年次ごとに、縁城寺と関連寺院の動静や、丹後地方で起きた史実や天災、社寺等、詳細に記録した貴重な資料として価値が高く、『峰山郷土史』においては「最も重要な資料」と位置付けている。

## 現地情報
丹後半島の西よりに開けた広い田野の北方に広がる低い山地のなかにあり、その山を抜けると網野町の海岸へ通じる位置にある。
- 所在地 - 京都府京丹後市橋木873
- アクセス - 京都丹後鉄道宮豊線「峰山駅」から、丹海バス「矢田橋」バス停下車。徒歩30分
- 駐車場 - あり